# Picrodendraceae
Classification APG III (2009)
Famille
Les Picrodendraceae (les Picrodendracées) sont une famille de plantes à fleurs dicotylédones de l'ordre des Malpighiales qui comprend 14 à 27 genres.
Ce sont des arbres et arbustes des régions subtropicales à tropicales que l'on rencontre en Nouvelle-Guinée, Australie, Nouvelle-Calédonie, Madagascar, Afrique et Amérique.

## Étymologie
Le nom vient du genre type Picrodendron dérivé du grec πικρός / pikros, amer, et δένδρο / déndro, arbre.

## Classification
Dans la classification de Cronquist, cette famille n’existait pas et, classiquement, ces plantes étaient  incluses dans les Euphorbiacées (lato sensu).
Elle rassemble des espèces qui formaient les Androstachydaceae, les Micrantheaceae et les Pseudanthaceae. 
La classification phylogénétique APG III (2009) y a inclus les 24 genres des  Oldfieldioideae (sous famille des Euphorbiaceae).

## Liste des genres
Selon World Checklist of Selected Plant Families (WCSP) (25 mai 2010) :
- Androstachys Prain (1908)
- Aristogeitonia Prain (1908)
- Austrobuxus Miq., Fl. Ned. Ind. (1861)
- Choriceras Baill. (1874)
- Dissiliaria F.Muell. ex Baill. (1867)
- Hyaenanche Lamb. & Vahl (1797)
- Kairothamnus Airy Shaw (1980)
- Longetia Baill. (1866)
- Micrantheum Desf. (1818)
- Mischodon Thwaites (1854)
- Neoroepera Müll.Arg. (1866)
- Oldfieldia Benth. & Hook.f. (1850)
- Parodiodendron Hunz. (1969)
- Petalostigma F.Muell. (1857)
- Picrodendron Planch. (1846)
- Piranhea Baill. (1866)
- Podocalyx Klotzsch (1841)
- Pseudanthus Sieber ex Spreng. (1827)
- Sankowskya P.I.Forst. (1995)
- Scagea McPherson, Bull. Mus. Natl. Hist. Nat., B (1985 publ. 1986)
- Stachyandra J.-F.Leroy ex Radcl.-Sm. (1990)
- Stachystemon Planch. (1845)
- Tetracoccus Engelm. ex Parry (1885)
- Voatamalo Capuron ex Bosser, Adansonia, n.s. (1975 publ. 1976)
- Whyanbeelia Airy Shaw & B.Hyland (1976)

Selon Angiosperm Phylogeny Website (25 mai 2010) :
- Androstachys
- Aristogeitonia
- Austrobuxus
- Canaca
- Celaenodendron
- Choriceras
- Dissiliaria
- Hyaenanche
- Kairothamnus
- Longetia
- Micrantheum
- Mischodon
- Neoroepera
- Oldfieldia
- Paradrypetes
- Parodiodendron
- Petalostigma
- Picrodendron
- Piranhea
- Podocalyx
- Pseudanthus
- Scagea
- Stachyandra
- Stachystemon
- Tetracoccus
- Voatamalo
- Whyanbeelia

Selon NCBI (25 mai 2010) :
- Androstachys
- Aristogeitonia
- Austrobuxus
- Croizatia
- Dissiliaria
- Hyaenanche
- Micrantheum
- Oldfieldia
- Petalostigma
- Picrodendron
- Podocalyx
- Scagea
- Stachystemon
- Tetracoccus

## Liste des espèces
Selon NCBI (25 mai 2010) :
- Androstachys
  - Androstachys johnsonii
- Aristogeitonia
  - Aristogeitonia monophylla
- Austrobuxus
  - Austrobuxus alticola
  - Austrobuxus ellipticus
  - Austrobuxus megacarpus
- Croizatia
  - Croizatia brevipetiolata
  - Croizatia naiguatensis
- Dissiliaria
  - Dissiliaria muelleri
- Hyaenanche
  - Hyaenanche globosa
- Micrantheum
  - Micrantheum hexandrum
  - Micrantheum serpentinum
- Oldfieldia
  - Oldfieldia dactylophylla
- Petalostigma
  - Petalostigma pubescens
- Picrodendron
  - Picrodendron arboreum
  - Picrodendron baccatum
- Podocalyx
  - Podocalyx loranthoides
- Scagea
  - Scagea oligostemon
- Stachystemon
  - Stachystemon axillaris
- Tetracoccus
  - Tetracoccus dioicus

Selon NCBI (25 mai 2010) :
- genre Androstachys
  - Androstachys johnsonii
- genre Aristogeitonia
  - Aristogeitonia monophylla
- genre Austrobuxus
  - Austrobuxus alticola
  - Austrobuxus ellipticus
  - Austrobuxus megacarpus
- genre Croizatia
  - Croizatia brevipetiolata
  - Croizatia naiguatensis
- genre Dissiliaria
  - Dissiliaria muelleri
- genre Hyaenanche
  - Hyaenanche globosa
- genre Micrantheum
  - Micrantheum hexandrum
  - Micrantheum serpentinum
- genre Oldfieldia
  - Oldfieldia dactylophylla
- genre Petalostigma
  - Petalostigma pubescens
- genre Picrodendron
  - Picrodendron arboreum
  - Picrodendron baccatum
- genre Podocalyx
  - Podocalyx loranthoides
- genre Scagea
  - Scagea oligostemon
- genre Stachystemon
  - Stachystemon axillaris
- genre Tetracoccus
  - Tetracoccus dioicus